# Île des Pisans
L'Île des Pisans est une île d'Algérie située au large de Boulimat, au nord-ouest de Béjaïa.

## Histoire
D'après la légende locale , l'émir Al Nacir est mort sur cette île, qui fut un lieu de rencontre des marchands venus d’Europe, notamment de Pise, avec ceux de l’ancienne tribu des Mezaia et où s’effectuaient des échanges de marchandises.